# Frank McCourt
Francis "Frank" McCourt, född 19 augusti 1930 i Brooklyn i New York, död 19 juli 2009 på Manhattan i New York, var en irländsk-amerikansk författare och lärare.

## Biografi
Frank McCourt föddes i New York 1930, men hans familj återvände till deras ursprungsland Irland 1934. När McCourt var elva år gammal, lämnade hans pappa familjen och mamman att själv uppfostra fyra barn. Efter att ha hoppat av skolan vid 13 års ålder, alternerade McCourt mellan udda jobb och småbrott i ständiga försök att föda sig själv, sin mor Angela och sina tre bröder Malachy, Michael och Alphonsus. Vid 19 års ålder återvända han till USA och skaffade sig en utbildning på New York University. Han studerade vidare på Brooklyn College för att kunna undervisa i engelska, och gjorde sedermera detta på McKee High School och Stuyvesant High School. Han avslutade sin lärarkarriär efter 30 år.
1996 fick Frank McCourt National Book Critics Circle Award för sin debutroman, memoaren Ängeln på sjunde trappsteget (Angela's Ashes) som beskriver hans svåra katolska uppväxt i det fattiga Limerick. Den gav honom även Pulitzerpriset 1997. Han skrev en uppföljare till boken kallad Lyckans land ('Tis) 1999 som handlar om hans fortsatta liv efter att ha flyttat till USA. 2005 kom tredje boken Magistern (Teacher Man) som beskriver utmaningen att vara en ung, osäker lärare som måste förmedla kunskap till sina elever.
Ängeln på sjunde trappsteget filmatiserades 1999 av Alan Parker under samma namn.
McCourt bodde i New York och Connecticut med sin fru Ellen. Han har en dotter, Maggie, från sitt första äktenskap och en dotterdotter vid namn Chiara.

## Citat
- "F. Scott Fitzgerald said there are no second acts in American lives. I think I've proven him wrong. And all because I refused to settle for a one-act existence, the 30 years I taught English in various New York City high schools."[källa behövs]
- "In school, if they told me write an essay of 150 words, I'd write 500 words."[1]
- "I know the best deadly sin. And what do you think that is? Sloth, because that means laziness. And if you're not doing anything, you won't commit any of the other deadly sins."[källa behövs]